# Edogawa-Rampo-Preis
Der Edogawa-Rampo-Preis (jap. 江戸川乱歩賞, Edogawa Rampo Shō) wird seit 1955 alljährlich zu Ehren des Kriminalschriftstellers Edogawa Rampo und zur Förderung der Krimi-Literatur vom „Verband der japanischen Krimi-Autoren“ (日本推理作家協会, engl. Japanese Mystery Authors’ Association) verliehen. Am 30. Oktober 1954 spendete Edogawa Rampo dem „Verein der Autoren von Detektivromanen“ anlässlich seines 60. Geburtstags eine Million Yen zur Förderung der Kriminalliteratur.
Die Preisträger erhalten ein Preisgeld in Höhe von zehn Millionen Yen. Der Preis wird gefördert vom Verlag Kōdansha, der auch den ausgezeichneten Titel publiziert, und von Fuji Television. Die ersten beiden Auszeichnungen wurden nicht für Werke der Kriminalliteratur vergeben, sondern für herausragende Verdienste um die Kriminalliteratur.

## Preisträger

### 1955 bis 1960
- 1955 Kawataro Nakajima für Tantei shōsetsu jiten (探偵小説辞典, etwa: „Lexikon der Detektivromane“)
- 1956 Hayakawa Publishing Corporation für Hayakawa pokketo misuteri shuppan (ハヤカワ・ポケット・ミステリの出版, etwa: „Hayakawas Krimi-Taschenbücher“)
- 1957 Niki Etsuko  für Neko wa shitteita (猫は知っていた)
- 1958 Takigawa Kyō  für Nureta kokoro (濡れた心)
- 1959 Shinshō Fumiko  für Kikenna kankei (危険な関係)
- 1960 nicht vergeben

### 1961 bis 1970
- 1961 Chin Shunshin für Karekusa-no ne (枯草の根)
- 1962 Saga Sen  für Hanayakana shitai (華やかな死体) und Togawa Masako  für Ōinaru gen'ei (大いなる幻影), Der Hauptschlüssel (Unionsverlag, 2004, ISBN 978-3293202924)
- 1963 Fujimura Shōta  für Kodokuna asufaruto (孤独なアスファルト)
- 1964 Saitō Noboru  für Ari no ki no shita-de (蟻の木の下で)
- 1965 Nishimura Kyōtarō für Tenshi no shōkon (天使の傷痕)
- 1966 Saitō Sakae für Satsujin no kifu (殺人の棋譜)
- 1967 Kaito Eisuke  für Berurin 1888-nen (伯林 一八八八年)
- 1968 nicht vergeben
- 1969 Morimura Seiichi für Kōsō no shikaku (高層の死角)
- 1970 Ōtani Yōtarō  für Satsui no ensō (殺意の演奏)

### 1971 bis 1980
- 1971 nicht vergeben
- 1972 Waku Shunzō  für Kamen hōtei (仮面法廷)
- 1973 Komine Hajime  für Arukimedesu wa te o yogosanai (アルキメデスは手を汚さない)
- 1974 Kobayashi Kyuzo  für Ankoku kokuchi (暗黒告知)
- 1975 Keisuke Kusaka  für Cho-tachi-wa Ima (蝶たちは今…)
- 1976 Tomono Rō  für Gojūmannen no shikaku (五十万年の死角)
- 1977 Sen Fujimoto  für Toki o kizamu shio (時をきざむ潮) und Kaji Tatsuo  für Tōmeina kisetsu (透明な季節)
- 1978 Kurimoto Kaoru für Bokura no jidai (ぼくらの時代)
- 1979 Takayanagi Yoshio  für Puraha kara no dōketachi (プラハからの道化たち)

### 1981 bis 1990
- 1980 Izawa Motohiko  für Sarumaru genshiko (猿丸幻視行)
- 1981 Nagai Akira  für Genshiro no kani (原子炉の蟹)
- 1982 Nakatsu Fumihiko  für Ōgon ryūsa (黄金流砂) und Okajima Futari  für Kogecha iro no Pasuteru (焦茶色のパステル)
- 1983 Takahashi Katsuhiko  für Sharaku satsujin jiken (写楽殺人事件), Auf der Suche nach Sharaku (be.bra verlag, 2013, ISBN 978-3861249184)
- 1984 Torii Kanako  für Tennyo no matsuei (天女の末裔)
- 1985 Higashino Keigo für Hōkago (放課後) und Mori Masahiro  für Motsaruto wa komoriuta o utawanai (モーツァルトは子守唄を歌わない)
- 1986 Yamazaki Yōko  für Hanazono no meikyu (花園の迷宮)
- 1987 Ishii Toshihiro für Kaze no tānrōdo (風のターンロード)
- 1988 Sakamoto Kōichi für Hakushoku no zanzō (白色の残像)
- 1989 Nagasaka Shūkei  für Asakusa enoken ichiza no arashi (浅草エノケン一座の嵐)
- 1990 Abe Yōichi  für Fenikkusu no chōshō (フェニックスの弔鐘) und Toba Ryō  für Ken no michi satsujin jiken (剣の道殺人事件)

### 1991 bis 2000
- 1991 Narumi Shō  für Naito Dansa (ナイトダンサー, Night Dancer) und Yūichi Shinpo  für Rensa (連鎖)
- 1992 Kawada Yaichirō  für Shiroku nagai rōka (白く長い廊下)
- 1993 Kirino Natsuo für Kao ni furikakaru ame (顔に降りかかる雨)
- 1994 Nakajima Hiroyuki  für Kensatsu sōsa (検察捜査)
- 1995 Fujiwara Iori  für Terorisuto no Parasoru (テロリストのパラソル), Der Sonnenschirm des Terroristen (Cass-Verlag, 2017, ISBN 978-3-944751-15-3)
- 1996 Watanabe Yōko  für Hidarite ni tsugeru nakare (左手に告げるなかれ)
- 1997 Nozawa Hisashi für Hasen no marisu (破線のマリス)
- 1998 Fukui Harutoshi  für Tuerubu Wai O (Twelve Y. O.) und Ikeido Jun  für Hatsuru soko naki (果つる底なき)
- 1999 Shinno Takeshi  für Hachigatsu no marukusu (八月のマルクス)
- 2000 Shudō Urio  für Nō otoko (脳男)

### 2001 bis 2010
- 2001 Takano Kazuaki  für Jūsan kaidan (13階段)
- 2002 Miura Akihiro  für Horobi no monokuromu (滅びのモノクローム)
- 2003 Akai Mihiro  für Kageriyuku natsu (翳りゆく夏) und Shiranui Kyōsuke  für Matchi meiku (マッチメイク)
- 2004 Kamiyama Yusuke  für Katakombe (カタコンベ)
- 2005 Yakumaru Gaku  für Tenshi no naifu (天使のナイフ)
- 2006 Hayase Ran  für Sannenzaka hi no yume (三年坂 火の夢) und Kaburagi Ren  für Tōkyō damoi (東京ダモイ)
- 2007 Keisuke Sone  für Chinteigyō (沈底魚)
- 2008 Shōda Kan für Yukai-ji (誘拐児) und Hiromi Sueura für Ketsubetsu no mori (訣別の森)
- 2009 Endō Takefumi für Purizun Torikku (プリズン・トリック)
- 2010 Yokozeki Dai für Saikai (再会)

### 2011 bis 2020
- 2011 Kawase Nanao für Yorozu no koto ni ki o tsukeyo (よろずのことに気をつけよ) und Kumura Mayumi  für Kantō onsaito (完盗オンサイト)
- 2012 Takano Fumio für Die Schwester von Karamasow (カラマーゾフの妹, Karamāzofu no imōto)
- 2013 Takeyoshi Yūsuke für Shūmei-han (襲名犯)
- 2014 Shimomura Atsushi für Yami ni kaoru uso (闇に香る嘘)
- 2015 Go Katsuhiro für Dōtoku no jikan (道徳の時間)
- 2016 Satō Kiwamu für QJKJQ
- 2017 nicht vergeben
- 2018 Saitō Eiichi für Tōtatsu funōkyoku (到達不能極)
- 2019 Shingo Kazumi für Nowāru o matou onna (ノワールをまとう女), umbenannt zu Nowāru o matou kanojo (NOIRを纏う彼女)
- 2020 Sano Hiromi für Watashi ga kieru (わたしが消える)

### 2021 bis 2030
- 2021 Fuseo Miki für Hokui yonjū-san-do no kōrudokēsu (北緯43度のコールドケース; alter Titel Sempā fai –sune ni chūsei o–, センパーファイ　—常に忠誠を—) und Momono Zappa für Rōkozanmu (老虎残夢)
- 2022 Araki Akane für Kono yo no hate no satsujin (此の世の果ての殺人)
- 2023 Mikami Kōshirō für Sōten no tori (蒼天の鳥); alter Titel Sōten no tori-tachi (蒼天の鳥たち)
- 2024 Shimotsuki Ryū für Yūkaku-jima shinjū-gatari (遊廓島心中譚) und Hino Eitarō für Fake muscle (フェイク・マッスル, Feiku massuru)